# Higham Gobion
Higham Gobion – osada w Anglii, w hrabstwie ceremonialnym Bedfordshire, w dystrykcie (unitary authority) Central Bedfordshire. Leży 18 km na południe od centrum miasta Bedford i 56 km na północ od centrum Londynu.